# Macropsie
 Mise en garde médicale
La macropsie est une affection neurologique humaine affectant la perception visuelle dans laquelle des objets paraissent plus gros qu'ils ne le sont, causant une sensation de petitesse chez l'individu. La macropsie, comme son opposé, la micropsie, peut être rangée parmi les dysmétropsies. La macropsie partage certaines conditions générales touchant la perception visuelle, telles que l'aniséiconie et le syndrome d’Alice au pays des merveilles (aussi connu sous le nom de syndrome de Todd). 
La macropsie possède une grande famille de causes : la prise de psychotropes, les migraines et (rarement) l'épilepsie complexe partielle, et les différentes affections rétiniennes, telles que la membrane épirétinienne. Physiologiquement, la macropsie rétinienne résulte de la compression des coins de l'œil.